# Vir Singh
Vir Singh (ur. 8 lipca 1930 w Gurdaspurze, zm. 29 czerwca 2006) – indyjski gimnastyk, uczestnik Igrzysk Olimpijskich w 1952 w Helsinkach. Na igrzyskach olimpijskich zajął przedostatnie 184. miejsce w wieloboju gimnastycznym; był lepszy tylko od drugiego zawodnika z Indii – Khushi Rama. We wszystkich konkurencjach był wśród ostatnich 10 zawodników, najczęściej kończąc konkurencję na przedostatniej lokacie.